# Lijst van voetbalinterlands Belize - Turks- en Caicoseilanden
Deze lijst van voetbalinterlands is een overzicht van alle officiële voetbalwedstrijden tussen de nationale teams van Belize en de Turks- en Caicoseilanden. De landen speelden tot op heden drie keer tegen elkaar. De eerste ontmoeting, een kwalificatiewedstrijd voor het Wereldkampioenschap voetbal 2022, werd gespeeld in San Cristóbal (Dominicaanse Republiek) op 30 maart 2021. Het laatste duel, een groepswedstrijd tijdens de CONCACAF Nations League 2024/25, vond plaats op 15 oktober 2024 in Belmopan.

## Wedstrijden
| № | Plaats         | Datum            | Competitie                      | Wedstrijd                     | Uitslag |
| - | -------------- | ---------------- | ------------------------------- | ----------------------------- | ------- |
| 1 | San Cristóbal  | 30 maart 2021    | WK 2022 kwalificatie            | Belize – Turks- en Caicoseil. | 5 – 0   |
| 2 | Providenciales | 7 september 2024 | CONCACAF Nations League 2024/25 | Turks- en Caicoseil. − Belize | 0 − 4   |
| 3 | Belmopan       | 15 oktober 2024  | CONCACAF Nations League 2024/25 | Belize − Turks- en Caicoseil. | 3 − 0   |

## Samenvatting
| Competitie              | Totaal gespeeld | Winst Belize | Gelijk | Winst Turks- en Caicoseil. | Doelsaldo Belize – Turks- en Caicoseil. |
| ----------------------- | --------------- | ------------ | ------ | -------------------------- | --------------------------------------- |
| WK-kwalificatie         | 1               | 1            | 0      | 0                          | 5 − 0                                   |
| CONCACAF Nations League | 2               | 2            | 0      | 0                          | 7 − 0                                   |
| Totaal                  | 3               | 3            | 0      | 0                          | 12 − 0                                  |